# Xian de Jiaoling
Le xian de Jiaoling (蕉岭县 ; pinyin : Jiāolǐng Xiàn) est un district administratif de la province chinoise du Guangdong. Il est placé sous la juridiction de la ville-préfecture de Meizhou. Une autre ville importante est Guangfu.

## Démographie
La population du district était de 224 170 habitants en 1999.